# Rajd Safari 1978

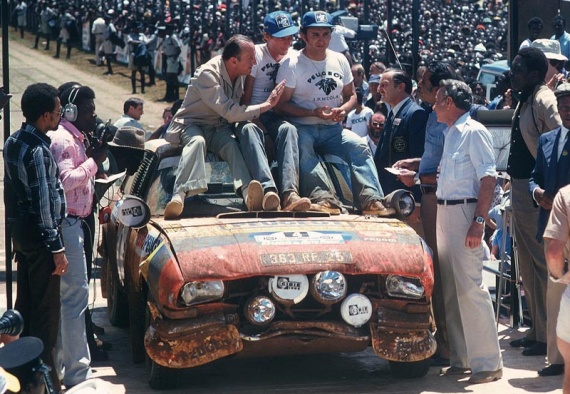
Zwycięska załoga rajdu Safari 1978 Francuzi Jean-Pierre Nicolas i Jean-Claude Lefèbvre na samochodzie Peugeot 504 Coupé V6

Rajd Safari (26. Safari Rally) – 26 Rajd Safari rozgrywany w Kenii w dniach 23-27 marca. Była to trzecia runda Rajdowych Mistrzostw Świata producentów w roku 1978 oraz zarazem czwarta runda Rajdowych Mistrzostw Świata kierowców tzw. Pucharu FIA Kierowców. Rajd został rozegrany na nawierzchni szutrowej. Bazą rajdu było miasto Nairobi.

## Wyniki końcowe rajdu[1]
| Msc. | Kierowca            | Pilot                | Samochód               | Czas  | Strata | Grupa | Pkt zespół | Pkt kierowca |
| ---- | ------------------- | -------------------- | ---------------------- | ----- | ------ | ----- | ---------- | ------------ |
| 1    | Jean-Pierre Nicolas | Jean-Claude Lefèbvre | Peugeot 504 V6 Coupé   | 8:18  | 0.0    | 4     | 10+8       | 9            |
| 2.   | Vic Preston         | John Lyall           | Porsche 911            | 8:55  | +0:37  | 4     | 9+7        | 6            |
| 3.   | Rauno Aaltonen      | Lofty Drews          | Datsun 160J            | 9:10  | +0:52  | 2     | 8+8        | 4            |
| 4.   | Björn Waldegård     | Hans Thorszelius     | Porsche 911            | 9:48  | +1:30  | 4     |            | 3            |
| 5.   | Simo Lampinen       | Henry Liddon         | Peugeot 504 V6 Coupé   | 13:37 | +5:19  | 4     |            | 2            |
| 6.   | Sobiesław Zasada    | Błażej Krupa         | Mercedes 280 E         | 15:30 | +7:12  | 2     | 5+7        | 1            |
| 7.   | Johnny Hellier      | Kanti Shah           | Datsun 160J            | 18:26 | +10:08 | 2     |            |              |
| 8.   | Frank Tundo         | Dave Haworth         | Ford Escort RS1800     | 18:54 | +10:36 | 4     | 3+4        |              |
| 9.   | Jayant Shah         | Najeet Eisa          | Datsun 160J            | 20:44 | +12:26 | 2     |            |              |
| 10.  | Hanspeter Ruedin    | Eckardt Ender        | Mitsubishi Colt Lancer | 20:50 | +12:32 | 2     | 1+4        |              |

## Punktacja

### Klasyfikacja producentów
| Lp | Producent | Pkt. |
| -- | --------- | ---- |
| 1  | Porsche   | 34   |
| 2  | Fiat      | 28   |
| 3  | Ford      | 25   |
| 4  | Opel      | 22   |
| 5  | Lancia    | 20   |

- Uwaga: Tabela obejmuje tylko pięć pierwszych miejsc.

### Klasyfikacja  FIA Cup for Rally Drivers
| Lp | Producent           | Pkt. |
| -- | ------------------- | ---- |
| 1  | Jean-Pierre Nicolas | 18   |
| 2  | Björn Waldegård     | 12   |
| 3  | Ari Vatanen         | 11   |
| 4  | Markku Alén         | 8    |
| 5  | Jean Ragnotti       | 6    |
| 5  | Henri Toivonen      | 6    |
| 5  | Hannu Mikkola       | 6    |
| 5  | Vic Preston Jr      | 6    |

- Uwaga: Tabela obejmuje tylko pięć pierwszych miejsc.